# José Gálvez Manzano
José Gálvez Manzano   (Huelva, 2 de febrer de 1930 - Huelva, 19 d'octubre de 2013), anomenat Pepe Gálvez, fou un jugador espanyol de billar campió del món en diverses ocasions.

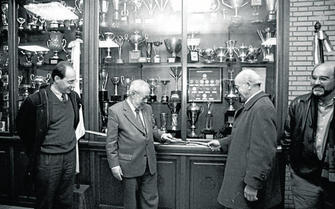
Trofeus de Pepe Gálvez.

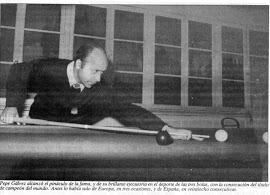
Entrenant al Círculo Mercantil de Huelva.

Destacà en les modalitats de jocs lliure, una banda, quadres i pentatló. Amb 27 anys guanyà el seu primer campionat d'Europa de quadre 71/2. El 1964, amb 34 anys, guanyà el seu primer campionat del món en la modalitat de carambola lliure.

## Palmarès
Font:
- Campionat del Món de billar de carambola lliure:  1964  1969
- Campionat del Món de billar de carambola quadre 47/1:  1967
- Campionat del Món de billar de carambola quadre 47/2:  1964  1969
- Campionat del Món de billar de carambola quadre 71/2:  1965
- Campionat d'Europa de billar de carambola lliure:  1968, 1972  1975
- Campionat d'Europa de billar de carambola quadre 47/1:  1963, 1973
- Campionat d'Europa de billar de carambola quadre 47/2:  1957  1963, 1969, 1973
- Campionat d'Europa de billar de carambola quadre 71/2:  1957/1, 1965  1971
- Campionat d'Europa de billar pentatló:  1970
- Campionat d'Europa de billar pentatló de seleccions:  1969